# Der Chip-Krieg: Wie die USA und China um die technologische Vorherrschaft auf der Welt kämpfen
Der Chip-Krieg: Wie die USA und China um die technologische Vorherrschaft auf der Welt kämpfen ist der deutsche Titel eines Sachbuchs des Wirtschaftshistorikers Chris Miller. Es schildert die Entwicklung von Halbleitern zum essentiellen Bestandteil unseres Alltags und wie es den Vereinigten Staaten gelang, die Entwicklung und Herstellung von Mikrochips zu dominieren. Die Financial Times zeichnete es aus als Wirtschafts-Buch des Jahres 2022.
Miller erzählt, welche Rolle Hochgeschwindigkeits-Chips dabei spielten, die Präzisionswaffen der Sowjetunion zu übertreffen. Das Buch erwähnt Chinas Abhängigkeit von importierten Chips, wonach China mehr für Chip-Importe ausgibt als für den Ankauf von Öl.

## Rezensionen
In der Financial Times lobte Demetri Sevastopulo, das Buch mache eine komplexe Industrie verständlich. Sevastopulo würdigte Millers detaillierte Beschreibung der Schwankungen innerhalb der Chip-Industrie, sowohl innerhalb der USA wie auch in asiatischen Ländern, die große Teile der Lieferketten kontrollieren.
In seiner Rezension für die Fachzeitschrift Global Policy urteilt Matthew Rochat, Chip War sei spannend geschrieben und vielleicht das derzeit autoritativste Buch über die Geopolitik der Microchip-Industrie.
In Forbes betont Rosly Layton die Bedeutung von Ausfuhrkontrollen, Visabeschränkungen und Sanktionen gegen chinesische Produzenten, um amerikanische Technologien zu schützen und die Wettbewerbsfähigkeit der Halbleiter-Industrie zu bewahren. Millers Buch, so Layton, lege nahe, dass der Kampf um die Vorherrschaft im Bereich der Halbleiter-Technik sich verschärfen werde.
In Foreign Affairs gibt Barry Eichengreen zu bedenken, dass Miller sein Buch beendet hatte, noch bevor die Biden-Regierung Chinas Zugriff auf fortgeschrittene Chip-Technologie beschränkt hat. Eichengreen fragt auch, inwiefern US-Ausfuhrbeschränkungen das Wachstum von Chinas Halbleiter-Industrie bremsen können, oder ob diese Maßnahmen China provozieren könnten, gewaltsam gegen Taiwan vorzugehen.

## Original-Ausgabe
- Chris Miller: Chip War. Scribner, 2022, ISBN 978-1-982172-00-8, S. 464 (englisch).